# Karana suffusa
Karana suffusa là một loài bướm đêm trong họ Noctuidae.